# In the Air Tonight
In the Air Tonight é o single solo de estreia do baterista e cantor-compositor inglês Phil Collins. Foi lançado como o primeiro single do seu álbum solo de estreia, Face Value, em janeiro de 1981. Nos Estados Unidos e no Canadá, foi selecionado como o segundo single do álbum, após "I Missed Again".
Collins co-produziu "In the Air Tonight" com Hugh Padgham, que se tornaria um colaborador frequente nos anos seguintes. A canção alcançou a 2.ª posição na UK Singles Chart, ficando atrás do lançamento póstumo de "Woman", de John Lennon. Chegou ao 1.º lugar na Áustria, Alemanha, Suíça e Suécia, ao 2.º lugar no Canadá e ao top 10 na Austrália, Nova Zelândia e em vários outros territórios europeus. Nos Estados Unidos, alcançou a 19.ª posição na Billboard Hot 100 e a 2.ª posição na Rock Tracks Chart, sendo posteriormente certificada como ouro pela Recording Industry Association of America (RIAA), representando 500.000 cópias vendidas. O videoclipe da música, dirigido por Stuart Orme, recebeu grande exibição na MTV quando o novo canal de videoclipes foi lançado em agosto de 1981.
A canção continua sendo um dos maiores sucessos de Collins, frequentemente citada como a sua canção assinatura, sendo especialmente famosa pela sua virada de bateria no final, descrita como "a mais elegante e melodramática virada de bateria da história" e um dos "101 Maiores Momentos da Bateria". Em 2006, a música foi classificada na 35.ª posição na lista "100 Maiores Canções dos Anos 80" do canal de televisão americano VH1. Em 2021, foi listada na 291.ª posição da lista "500 Maiores Canções de Todos os Tempos" da revista Rolling Stone.

## Antecedentes e gravação

### Inspiração
Collins escreveu a música em meio ao luto que sentiu após se divorciar de sua primeira esposa, Andrea Bertorelli, em 1980. Numa entrevista de 2016, Collins disse sobre a letra da canção: "Escrevi a letra espontaneamente. Não tenho certeza do que a música realmente trata, mas há muita raiva, muito desespero e muita frustração." Em um documentário da BBC Radio 2 de 1997, o cantor revelou que o divórcio contribuiu para sua pausa na banda britânica Genesis em 1979, até que eles se reuniram em outubro daquele ano para gravar o álbum Duke. Collins lembrou-se de ter tocado a música para Mike Rutherford e Tony Banks, mas sentiu que era simples demais para o grupo.

### Estilo musical
"In the Air Tonight" foi descrita como estando "na vanguarda do pop experimental" em 1981 e como "um clássico excêntrico do rock", tendo sido influenciada pelas "predileções de estúdio não convencionais de Brian Eno e Peter Gabriel". Também foi caracterizada como um "clássico do soft rock". Musicalmente, a canção consiste em uma sequência de acordes sombrios tocados em um Sequential Circuits Prophet-5 sobre um padrão simples de bateria eletrônica (o padrão Disco-2 da Roland CR-78, com alguma programação adicional); sons processados de guitarra elétrica e vocais vocodizados, um efeito intensificado em palavras-chave para adicionar uma atmosfera adicional. O clima é de raiva contida até o refrão final, quando uma explosão repentina de bateria libera finalmente a tensão musical e a instrumentação explode em um crescendo estrondoso. Composta em ré menor, a canção tem um andamento moderado de 96 batidas por minuto.
Collins descreveu ter adquirido a bateria eletrônica especificamente para lidar com questões pessoais relacionadas ao seu divórcio por meio da composição, dizendo à revista Mix: "Eu precisava começar a escrever algumas dessas músicas que estavam dentro de mim". Ele improvisou a letra durante uma sessão de composição no estúdio: "Eu estava apenas brincando. Achei esses acordes de que gostei, então liguei o microfone e comecei a cantar. As letras que você ouve foram escritas espontaneamente. Isso me assusta um pouco, mas tenho bastante orgulho do fato de ter cantado 99,9% dessas letras de forma espontânea".

### Bateria
A música é famosa pelo uso do som de bateria com gated reverb. Músicos e jornalistas comentaram sobre seu uso na gravação. O vocalista do Black Sabbath, Ozzy Osbourne, chamou a virada de bateria de "a melhor de todas – ainda soa incrível", enquanto o crítico musical e radialista Stuart Maconie foi citado: 
Musicalmente, é um disco extraordinariamente marcante, porque quase nada acontece nele... É o som da bateria em particular que é impressionante. Você não a ouve de jeito nenhum nos primeiros dois minutos da música... então vem aquele grande doo-dom doo-dom doo-dom, e a bateria entra pela metade da música, estabelecendo o modelo para todas as músicas com bateria dos anos 80 depois disso.
A versão original do single de "In the Air Tonight" apresenta baterias adicionais que tocam por baixo da música até o famoso impacto da bateria (chamado pelos fãs de "pausa mágica"). Elas foram adicionadas por sugestão do chefe da Atlantic Records, Ahmet Ertegun. Em 2007, Collins escreveu:

Ahmet desceu para a mixagem final na sala de corte em Nova Iorque... As baterias não entram até o final, mas Ahmet não sabia disso naquele momento, porque na demo as baterias não haviam entrado de forma alguma; era apenas a bateria eletrônica o tempo todo. E ele dizia: "Cadê o down beat, cadê o backbeat?" Eu respondi: "As baterias entram em um minuto." "Sim, você sabe disso e eu sei, mas as crianças não sabem; você tem que colocar as baterias mais cedo." Então, nós adicionamos algumas baterias à mixagem e lançamos como single.

## Lançamento
Falando sobre a rápida ascensão da música nas paradas musicais, Collins escreveu o seguinte em 2007:

Foi uma surpresa. O single entrou em 36.º lugar, eu fiz Top of the Pops com Dave Lee Travis, e em um dos momentos de pausa ele disse: "Esse disco vai estar entre os três primeiros." Eu não acreditei nele, porque ele tinha sido feito de maneira tão desorganizada, mas na semana seguinte, lá estava ele em 3.º lugar. E então Mark Chapman atirou em John Lennon e foi isso.

## Recepção crítica
A revista Record World chamou a música de "pop futurista que também é ritmicamente cativante".

## Lenda urbana
Uma lenda urbana surgiu sobre "In the Air Tonight", segundo a qual a letra é baseada em um incidente de afogamento em que alguém que estava próximo o suficiente para salvar a vítima não a ajudou, enquanto Collins, que estava muito longe para ajudar, apenas observava. Variações cada vez mais exageradas sobre a lenda surgiram com o tempo, muitas vezes culminando em Collins apontando a pessoa culpada enquanto cantava a música em um concerto. Collins negou todas essas histórias; ele comentou sobre as lendas da música em uma entrevista para a BBC World Service:

Eu não sei sobre o que essa música fala. Quando eu estava escrevendo isso, estava passando por um divórcio. E a única coisa que eu posso dizer sobre isso é que, obviamente, é uma música de raiva. É o lado raivoso, ou o lado amargo de uma separação. O que torna tudo ainda mais cômico é quando ouço essas histórias que começaram muitos anos atrás, particularmente nos Estados Unidos, de alguém vir até mim e dizer: "Você realmente viu alguém se afogando?" Eu disse, "Não, errado." E então, toda vez que volto para os Estados Unidos, a história vai se espalhando, ficando cada vez mais elaborada. É tão frustrante, porque essa é uma música de todas as músicas que provavelmente já escrevi, que eu realmente não sei sobre o que é, sabe?
A lenda urbana é mencionada na música "Stan" de Eminem. A referência está contida na seguinte letra:

Você conhece a música do Phil Collins, "In the Air of the Night"  [sic]

Sobre aquele cara que poderia ter salvo o outro cara de se afogar

Mas não salvou, então o Phil viu tudo, e depois, num show, ele o encontrou?

## Videoclipe
Em 1983, o videoclipe foi lançado no home video Phil Collins, disponível em VHS e LaserDisc, e recebeu uma indicação ao Grammy Award para Melhor Vídeo Musical.

## Apresentações ao vivo
"In the Air Tonight" continua sendo uma escolha popular em estações de rádio de rock clássico. É a canção mais frequentemente associada à carreira solo de Collins, e ele a apresentou em diversos eventos, incluindo o Live Aid, onde tocou a música ao piano no mesmo dia em Filadélfia e Londres. Ele também a apresentou no The Secret Policeman's Ball, que marcou sua primeira apresentação ao vivo como artista solo. "Lembro-me de tocar In the Air Tonight no Live Aid," recordou ele, "e Pete Townshend dizendo: 'Você vai tocar essa porra dessa música de novo?', como se fosse a única que eu já tivesse tocado."

## Legado
A música fez parte da trilha sonora do filme Risky Business de 1983 e toca na cena em que os personagens interpretados por Tom Cruise e Rebecca De Mornay fazem sexo em um trem do metrô.
Em 1984, a música foi usada memoravelmente em uma cena do primeiro episódio da série de televisão Miami Vice. O crítico de cinema e televisão Matt Zoller Seitz afirmou que essa associação fez com que a canção fosse marcada como "propriedade de Michael Mann" (o produtor executivo da série) por anos, sendo raramente utilizada em outras produções devido ao seu uso inesquecível na série, de maneira semelhante ao uso característico de músicas da banda The Rolling Stones nos filmes de Martin Scorsese.
A música foi remixada em 1988 por Ben Liebrand para sua participação semanal no programa de rádio Curry & Van Inkel na rádio holandesa. O remix foi finalizado e levado por Liebrand para fazer parte de uma apresentação especial no DMC Mixing Championship Finals em Londres, evento que contou com a presença de 3.500 DJs de todo o mundo. O remix foi posteriormente lançado oficialmente pela Virgin Records, alcançando a 4.ª posição nas paradas do Reino Unido.
David Wise, compositor do jogo Donkey Kong Country 2 de 1995, afirmou que a faixa "Bayou Boogie" foi inspirada em "In the Air Tonight", acrescentando que estava "tentando fazer o Super Nintendo Entertainment System (SNES) como o Roland CR78" que Collins usou na música.
A música ganhou notoriedade novamente quando foi usada em um comercial do chocolate Cadbury Dairy Milk em 2007, apresentando um homem em um traje de gorila se aquecendo e tocando a batida de bateria no final do anúncio. Ao ver o comercial, Collins declarou em uma entrevista à BBC que achou o anúncio "fantástico".
Em julho de 2020, um vídeo de reação à música pelo canal TwinsthenewTrend aumentou as vendas e o streaming da versão original de Collins. O vídeo de primeira audição do TwinsthenewTrend foi visto 4,9 milhões de vezes nas duas primeiras semanas online. A popularidade contínua trouxe novo tráfego para a música de Collins, que subiu para a terceira posição na parada Digital Song Sales da Billboard em agosto de 2020.
Em 15 de novembro de 2024, a música foi usada por Jake Paul como sua música de entrada em sua luta de boxe contra Mike Tyson, o primeiro evento ao vivo transmitido pela Netflix.

## Singlese créditos
Lançamento do single VSK102 no Reino Unido (Martin H)
1. "In The Air Tonight
2. "The Roof Is Leaking"

A capa inclui um storyboard em preto e branco de 12 páginas desenhado pelo irmão de Collins, Clive Collins.

### Singles do Reino Unido e dos Estados Unidos (1981)
1. "In the Air Tonight" – 4:57
  - Phil Collins – Roland CR-78 caixa de ritmos, vocais, baterias, Prophet 5 synthesizer, Rhodes piano, Roland VP-330 vocoder
  - John Giblin – baixo
  - Daryl Stuermer – guitarra
  - L. Shankar – violinos
2. "The Roof Is Leaking" – 3:36
  - Phil Collins – piano, vocal
  - Daryl Stuermer – banjo
  - Joe Partridge – slide guitar

- Uma faixa demo de "In the Air Tonight" também apareceu no single "If Leaving Me Is Easy".

### Maxi-singlealemão de 12" (1981)
1. "In the Air Tonight" (album version) – 5:35
  - Phil Collins – Roland CR-78 caixa de ritmos, vocais, baterias, Prophet 5 synthesizer, Rhodes piano, Roland VP-330 vocoder
  - John Giblin – baixo
  - Daryl Stuermer – guitarra
  - L. Shankar – violinos
2. "The Roof Is Leaking" – 3:36
  - Phil Collins – piano, vocal
  - Daryl Stuermer – banjo
  - Joe Partridge – slide guitar

### CD single japonês (1988)
1. "In the Air Tonight" (estendida)
2. "In the Air Tonight" ('88 remix)
3. "I Missed Again" (versão do álbum)

### CD single alemão (1990)
1. "In the Air Tonight" (estendida) – 7:33 (Produção adicional por Ben Liebrand)
2. "In the Air Tonight" ('88 remix) – 5:07 (Remixado por Phil Collins e Hugh Padgham)
3. "I Missed Again" – 3:42

## Créditos
- Phil Collins – vocais, baterias, Roland VP-330 vocoder, CR-78 caixa de ritmos, Prophet-5 sintetizador, Rhodes piano
- Daryl Stuermer – guitarra
- John Giblin – baixo
- L. Shankar – violinos

## Versões cover
- Em 2016, a banda  Mic Lowry lançou uma adaptação da música intitulada "Oh Lord". Um videoclipe foi lançado em 29 de setembro de 2016 na página oficial da banda no YouTube.[32] A banda foi escolhida como Artista do Mês por Elvis Duran em março de 2017 e foi convidada a apresentar a música em rede nacional nos Estados Unidos no programa The Today Show, apresentado por Kathie Lee Gifford e Hoda Kotb. Eles também se apresentaram ao vivo no The Wendy Williams Show em 8 de março de 2017. A música entrou na UK Singles Chart, alcançando a posição 54.[33]
- Em 2017, a banda In This Moment gravou um cover da música para seu álbum Ritual.[34]
- Marissa Nadler e Stephen Brodsky gravaram um cover em 2019.[35]
- Chris Stapleton, Snoop Dogg e Cindy Blackman Santana gravaram uma versão cover da música como tema do Monday Night Football em 2023.[36]
- Em 2025 Marilyn Manson lançou uma versão da "In the Air Tonight" como um novo single em formato físico e digital.[37]